# Trinomys yonenagae
Trinomys yonenagae är en gnagare i familjen lansråttor som förekommer i Brasilien.
Arten blir 141 till 195 mm lång (huvud och bål), har en 169 till 225 mm lång svans, har 41 till 51 mm långa bakfötter och 20 till 27 mm stora öron. Pälsen är allmänt mjukare än hos andra släktmedlemmar. De stora täckhåren som är inblandade i ryggens päls är 16 till 19 mm långa samt 0,6 mm breda och inte styv som hos övriga arter i släktet Trinomys. Den ljusa kanelbruna pälsen på ovansidan blir på kroppssidorna ännu ljusare och på undersidan finns vit päls. Även svansen är uppdelad i en brun ovansida och en ljus undersida.
Denna lansråtta lever vid floden São Francisco i delstaten Bahia i östra Brasilien. Den vistas på sandbankar och sanddyner intill floden.
Trinomys yonenagae gräver underjordiska tunnelsystem. De används av flera individer från olika kön men gemensamma sovplatser förekommer bara i vissa fall.
Arten hotas av habitatförstöring. Beståndet minskar och dessutom är utbredningsområdet begränsat. IUCN listar Trinomys yonenagae därför som starkt hotad (EN).